# Hindi
Hindi (हिन्दी hindī /ɦind̪iː/) ist eine indoarische, damit zugleich indoiranische und indogermanische Sprache, die in den meisten nord- und zentralindischen Staaten gesprochen wird und sich von den Prakritsprachen ableitet. Seit 1950 ist es (neben Englisch) die Amtssprache Indiens. Hindi ist eng mit Urdu verwandt.
Unter den meistgesprochenen Sprachen der Welt steht Hindi an dritter Stelle nach Chinesisch und Englisch, noch vor Spanisch. Über 600 Millionen Menschen in Indien und Umgebung gebrauchen es als Mutter- oder Alltagssprache. In Fidschi spricht mehr als ein Drittel der Bevölkerung Fidschi-Hindi, in Guyana und Suriname eine Minderheit, wobei es vor allem in Guyana rasch an Sprechern verliert (das surinamische Hindi wird gelegentlich als Einzelsprache betrachtet).
Hindi wird in Devanagari geschrieben und enthält viele Buchwörter aus dem Sanskrit. Dagegen wird Urdu, als offizielle Sprache Pakistans, mit arabischen Schriftzeichen geschrieben und hat viele Wörter der persischen, türkischen und arabischen Sprache aufgenommen. Beides sind Varietäten des Hindustani.
Die Verwendung von Wörtern unterschiedlicher Herkunft war lange Gegenstand nationaler politischer Bestrebungen. Hindu-Nationalisten ersetzen systematisch Wörter arabischer Herkunft durch Entlehnungen aus dem Sanskrit, um damit ihre kulturelle Eigenständigkeit zu betonen. Ähnliche Bestrebungen zur Förderung von Sanskrit gab es in Form des Popular Sanskrit. Außerdem gibt es eine Vielzahl lokaler Dialekte des Hindi.

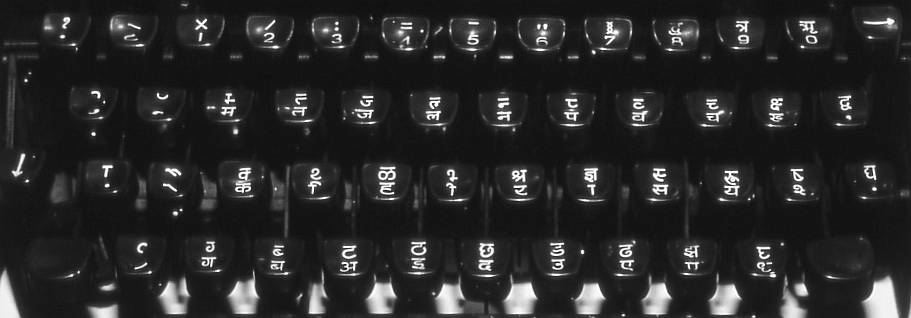
Schreibmaschinentastatur mit Devanagari-Schriftzeichen

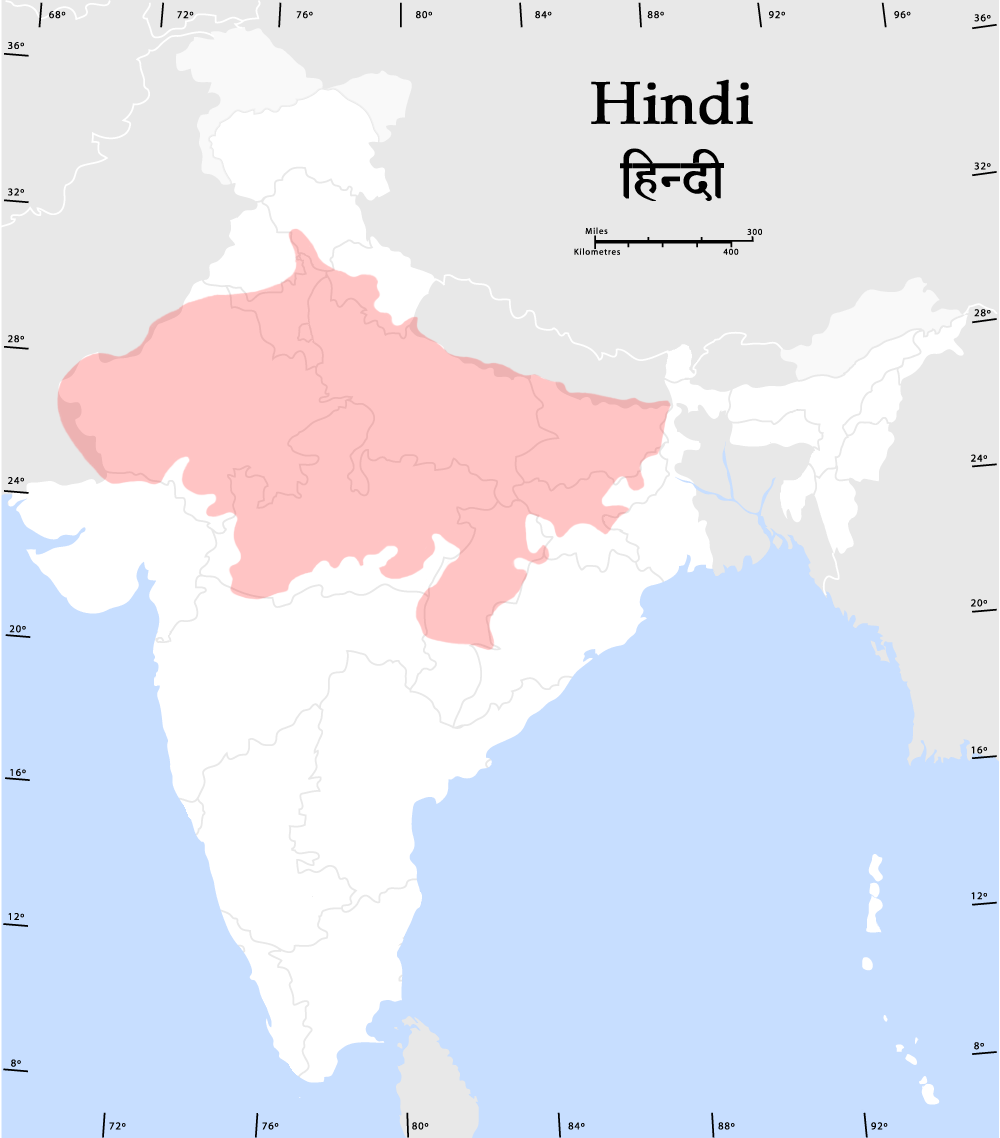
Ungefähres Verbreitungsgebiet des Hindi

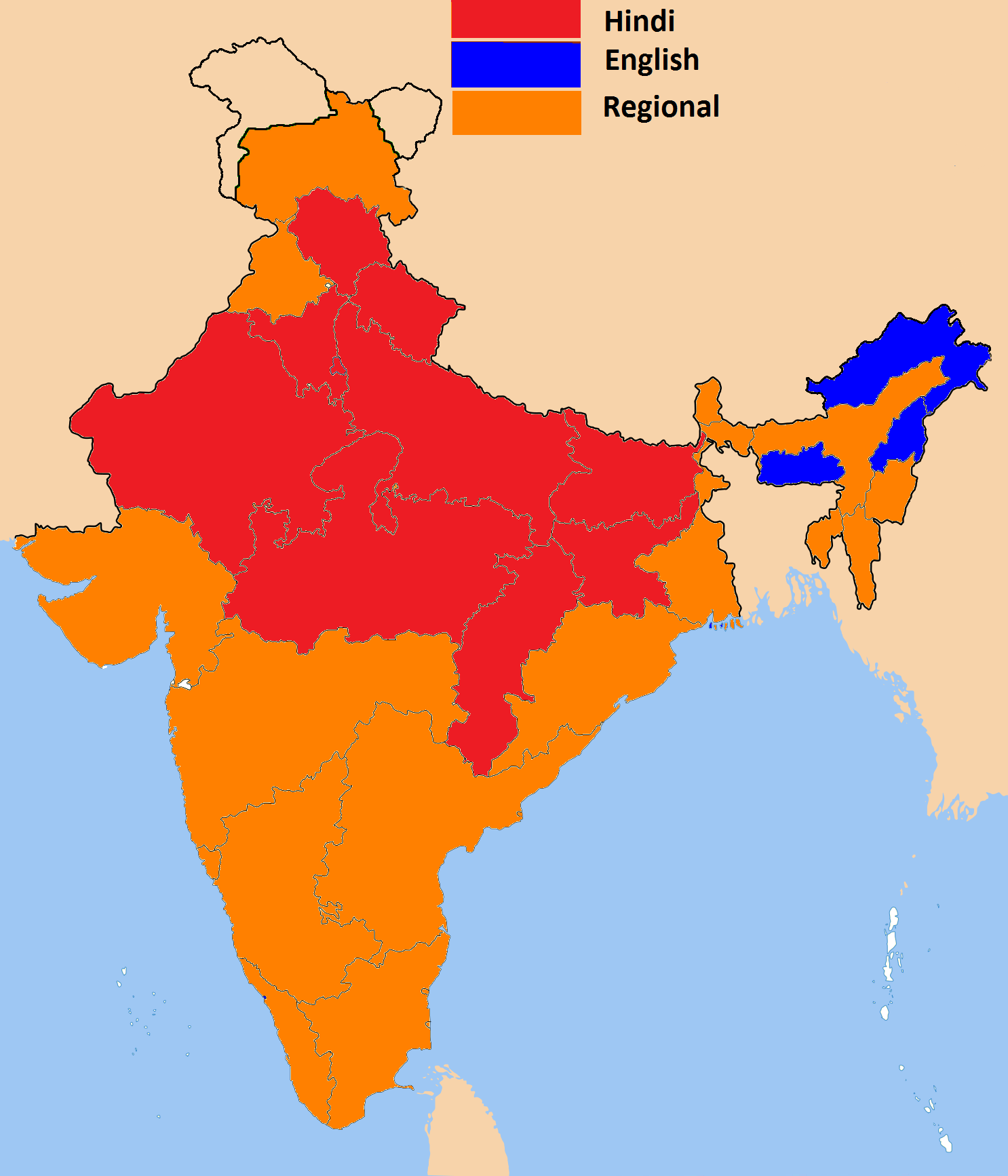
Amtssprachen in den indischen Bundesstaaten (Hindi und Englisch sind die Amtssprachen des Staates Indien)

## Etymologie
Das Wort hindī ist persischen Ursprungs und bedeutet „indisch“. Es wurde ursprünglich von vorislamischen persischen Kaufleuten und Botschaftern in Nordindien verwendet, um sich auf die vorherrschende Sprache Nordindiens, Hindustani, zu beziehen. Später wurde es am Mogulhof für die Unterscheidung der Lokalsprache der Region Delhi vom Persischen verwendet, der damals offiziellen Sprache des Hofes.

## Entwicklung

### Ursprung
Wie für viele andere indische Sprachen wird auch für Hindi angenommen, dass es sich über das sogenannte Apabhramsha aus dem Prakrit entwickelt hat. Hindi entstand als lokaler Dialekt, wie Braj, Awadhi und schließlich Khari Boli nach der Wende zum 10. Jahrhundert.
Im Vergleich zum Sanskrit sind unter anderem folgende Veränderungen aufgetreten, von denen einige schon im Pali zu finden sind:
- häufiger Wegfall von auslautendem ‚a‘ und anderen Vokalen (shabda- > shabd ‚Wort‘)
- Ausfall von ‚r‘ in manchen Verbindungen (trīni > tīn ‚drei‘)
- Reduktion von Konsonantenbündeln (sapta > sāt ‚sieben‘)
- Ausfall von nasalen Konsonanten mit zurückbleibender Nasalierung (shānta- > shā̃t ‚ruhig‘).

### Persischer und arabischer Einfluss
In 1000 Jahren islamischen Einflusses gelangten viele persische und arabische Wörter ins Khari Boli. Da auch fast alle arabischen Lehnwörter über das Persische aufgenommen wurden, haben sie nicht den ursprünglichen arabischen Lautstand bewahrt.

### Portugiesische Lehnwörter
Aus dem Portugiesischen sind heute noch einige Lehnwörter im Hindi zu finden; der portugiesische Lautstand lässt sich gut im Hindi verwenden, wie bei mez < mesa ‚Tisch‘, pãv < pão ‚Brot‘, kamīz < camisa ‚Hemd‘.

### Englische Lehnwörter
Im heutigen Hindi werden viele englische Wörter verwendet, wie zum Beispiel ball, bank, film hero, photo. Einige davon werden im heutigen Englisch kaum noch verwendet. Durch ältere und jüngere Entlehnungen sowie rein indische Neubildungen ist bei einigen Begriffen eine Vielzahl von Synonymen entstanden: leṭrīn < latrine = urinal = ṭoileṭ ‚Toilette‘ (daneben gibt es noch die ursprünglich aus dem Persischen stammenden Wörter peshāb-khānā, pā-khānā und die formellen Ausdrücke svacchālaya, shaucālaya).
Viele ältere Entlehnungen wurden bereits dem indischen Lautstand angepasst, darunter:
- boṭal < bottle ‚Flasche‘
- kampyūṭar < computer
- ãgrezī < English
- pulis < police ‚Polizei‘
- reḍiyo < radio
- prafessar < professor.

Dabei wurden vor allem die Dentale im Hindi retroflex umgefärbt, was gut zu hören ist, wenn Inder Englisch sprechen.
Einige englische Lehnwörter sind mit indischen Wörtern zu neuen Begriffen kombiniert worden: photo khī̃cnā ‚fotografieren‘, fry karnā ‚braten‘, shark-machlī ‚Hai‘.

### Hindi als Gebersprache
Aus dem Hindi sind auch Wörter in andere Sprachen gelangt, wobei Hindi teils die Ursprungssprache, teils nur eine vermittelnde Sprache war. Zu den Hindi-Wörtern im Deutschen gehören: Bungalow (bãglā), Chutney, Dschungel, Kajal, Kummerbund, Monsun (wobei das Hindi-Wort mausam selbst ein Lehnwort aus dem Arabischen ist), Punsch, Shampoo (cāmpnā ‚massieren‘) und Veranda.

## Varietäten und Register

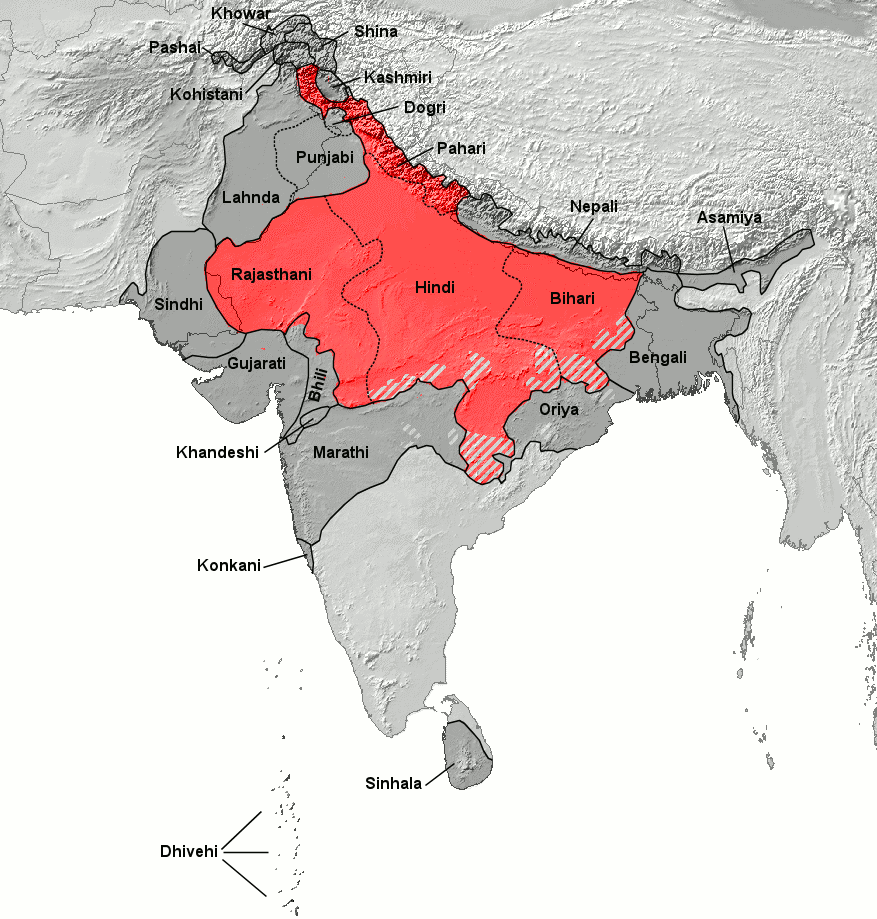
Der Hindi-Sprachengürtel (rot): Hindi im engeren Sinne (im Zentrum) und Varietäten (zum Beispiel Rajasthani und Bihari)

Die Hindi-Sprachen im weitesten Sinne mit allen Dialekten des Hindi-Gürtels – inklusive Maithili (12 Mio.) und Urdu (51 Mio.) – umfassen 486 Millionen Muttersprachler (Volkszählung 2001). Sie werden wie folgt untergliedert:
- Zentrale Zone
  - Westliches Hindi (mittlere westliche Zone)
    - 258 M: Khari Boli
    - (52 M: Urdu, in der öffentlichen Zählung separat gezählt)
    - 8 M: Haryanvi
    - 6 M: Kanauji

  - Östliches Hindi (mittlere östliche Zone)
    - 20 M: Avadhi
    - 11 M: Chhattisgarhi

  - 18 M: Rajasthani
- Bihari (östliche Zone)
  - 12 M: Maithili (2003 offiziell als eigene Sprache anerkannt)
  - 33 M: Bhojpuri
  - 13 M: Magadhi
  - 2 M: Sadri
- 7 M: Pahari (nördliche Zone) (ohne Dogri und Nepali)

### Khari-Boli
Khari boli ist die Bezeichnung für den westindischen Dialekt der Delhiregion, der sich seit dem 17. Jahrhundert zu einem Prestigedialekt entwickelt hat. Khari boli umfasst mehrere normierte Register, darunter:
- Urdu, historisch die „Sprache des Hofes“, ein vom Persischen beeinflusstes Register
- Rekhta, ein starkem persischen und arabischen Einfluss unterworfenes Register
- Dakhni, das historische literarische Register der Dekkan-Region
- Standard-Hindi, ein durch starken Sanskrit-Einfluss geprägtes Register aus dem 19. Jahrhundert während der Kolonialzeit als Kontrast zu Urdu in der Hindi-Urdu-Kontroverse.

### Modernes Standard-Hindi
Nach der Unabhängigkeit Indiens erarbeitete die indische Regierung folgende Veränderungen:
- Normierung der Hindigrammatik: 1954 richtete die Regierung ein Komitee zur Erstellung einer Hindigrammatik ein, dessen Bericht 1958 als „A Basic Grammar of Modern Hindi“ ‚Eine Basisgrammatik des Hindi‘ herausgegeben wurde
- Normierung der Orthographie
- Normierung der Devanagari-Schrift durch das 'Central Hindi Directorate of the Ministry of Education and Culture' zur Vereinheitlichung und Verbesserung der Schriftzeichen
- wissenschaftliche Methode zur Transkription des Devanagari-Alphabets
- Einbeziehung diakritischer Zeichen zur Darstellung von Lauten aus anderen Sprachen.

## Phonologie und Schrift

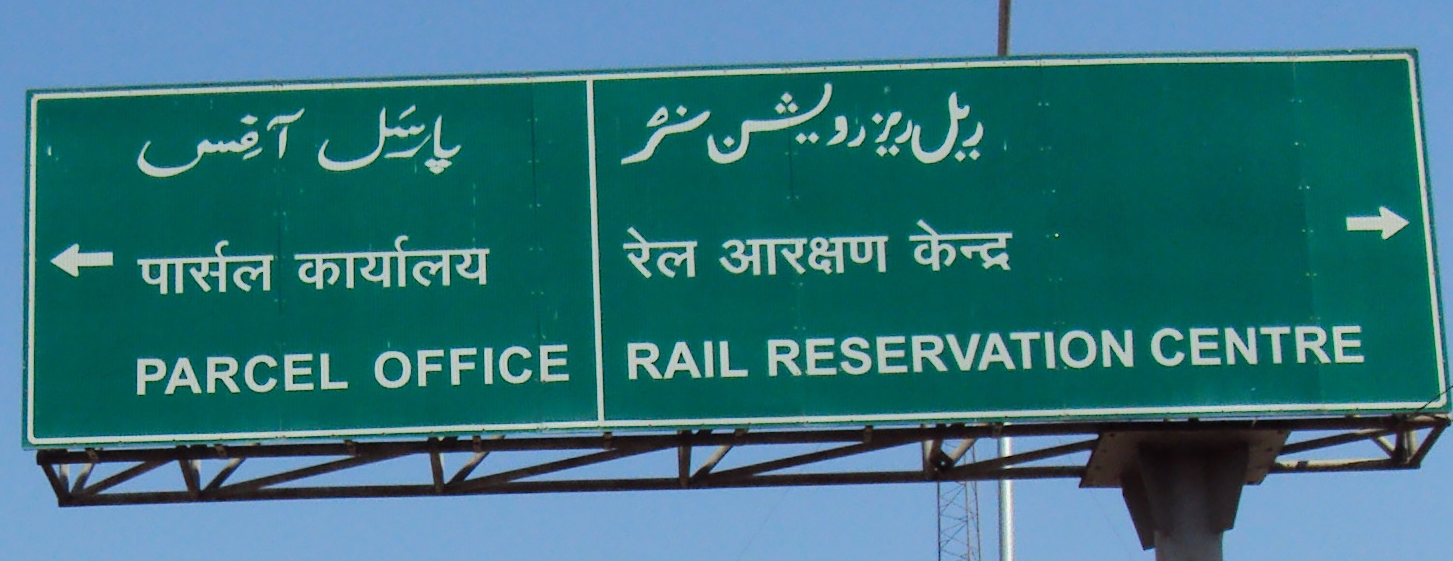
Straßenschild in Indien mit Angaben in Urdu (oben), Hindi (Mitte) und Englisch (unten)

Hindi umfasst neben 46 Schriftzeichen, die aus dem klassischen Sanskrit stammen, 7 zusätzliche Zeichen für Wörter bzw. Phoneme, die aus dem Persischen oder Arabischen kommen.
Die Schriftzeichen lassen sich durch diakritische Zeichen variieren. Darüber hinaus lassen sich die Schriftzeichen miteinander in Form von Ligaturen kombinieren.
Die Transliteration erfolgt in dem System IAST (International Alphabet of Sanskrit Transliteration), ITRANS, und IPA.

### Vokale
Der inhärente Vokal (schwa / ə /), der ursprünglich in jeder Silbe enthalten ist, wird in Hindi, wenn in Devanagari (indische Schrift) geschrieben, oftmals bei der Aussprache weggelassen, insbesondere am Wortende, oft aber auch im Wortinneren. Beispiel: मकान (das Haus) wird nicht makāna, sondern makān ausgesprochen.
Alle Vokale können nasaliert werden.
| Devanāgarī | Diakritisches Zeichen mit “प्” | Aussprache | Aussprache mit / p / | IAST | ITRANS | Deutsch |
| ---------- | ----------------------------- | ---------- | -------------------- | ---- | ------ | --- |
| अ          | प                             | / ə /      | / pə /               | a    | a      | kurzes oder langes Schwa: wie e in alte                                                                                                |
| आ          | पा                             | / ɑː /     | / pɑː /              | ā    | A      | langer ungerundeter offener Hinterzungenvokal: wie a in Vater                                                                          |
| इ          | पि                             | / i /      | / pi /               | i    | i      | kurzer ungerundeter geschlossener Vorderzungenvokal: wie i in singen                                                                   |
| ई          | पी                             | / iː /     | / piː /              | ī    | I      | langer ungerundeter geschlossener Vorderzungenvokal: wie ie in Spiel                                                                   |
| उ          | पु                             | / u /      | / pu /               | u    | u      | kurzer geschlossener hinterer gerundeter Vokal: wie u in Hund                                                                          |
| ऊ          | पू                             | / uː /     | / puː /              | ū    | U      | langer geschlossener hinterer gerundeter Vokal: wie u in tun                                                                           |
| ए          | पे                             | / eː /     | / peː /              | e    | e      | langer ungerundeter halbgeschlossener Vorderzungenvokal: wie e in dem                                                                  |
| ऐ          | पै                             | / æː /     | / pæː /              | ai   | ai     | langer ungerundeter fast offener Vorderzungenvokal: wie ä in ähnlich                                                                   |
| ओ          | पो                             | / οː /     | / poː /              | o    | o      | langer gerundeter halbgeschlossener Hinterzungenvokal: wie o in rot                                                                    |
| औ          | पौ                             | / ɔː /     | / pɔː /              | au   | au     | langer gerundeter halboffener Hinterzungenvokal: wie o in Sonne, aber lang.                                                            |
| ऋ          | पृ                             | /ɻˌ /      | / pɻˌ /              | ṛ    | R      | kurzer syllabischer stimmhafter retroflexer Approximant wie ein Vokal: wie ri in Englisch ring (ursprüngliche Aussprache ist verloren) |

### Konsonanten
|               |               | Labial       | Labial       | Labiodental | Dental       | Dental       | Retroflex    | Retroflex    | Palatal       | Palatal       | Velar        | Velar        | Pharyngal | Pharyngal  |
| ------------- | ------------- | ------------ | ------------ | ----------- | ------------ | ------------ | ------------ | ------------ | ------------- | ------------- | ------------ | ------------ | --------- | ---------- |
| Plosive       | unaspiriert   | p प / pə /   | b ब / bə /   |             | t त / t̪ə /   | d द / d̪ə /   | ṭ ट / ʈə /   | ḍ ड / ɖə /   | c च / tʃə /   | j ज / dʒə /   | k क / kə /   | g ग / gə /   |           |            |
| Plosive       | aspiriert     | ph फ / pʰə / | bh भ / bʱə / |             | th थ / t̪ʰə / | dh ध / d̪ʱə / | ṭh ठ / ʈʰə / | ḍh ढ / ɖʱə / | ch छ / tʃʰə / | jh झ / dʒʱə / | kh ख / kʰə / | gh घ / gʱə / |           |            |
| Nasale        | Nasale        | m म / mə /   | m म / mə /   |             | n न / nə /   | n न / nə /   | ṇ ण / ɳə /   | ṇ ण / ɳə /   | ñ ञ / ɲə /    | ñ ञ / ɲə /    | ṅ ङ / ŋə /   | ṅ ङ / ŋə /   |           |            |
| Halbvokale    | Halbvokale    |              |              | v व / ʋə /  |              |              |              |              | y य / jə /    | y य / jə /    |              |              |           |            |
| Approximanten | Approximanten |              |              |             | l ल / lə /   | l ल / lə /   | r र / rə /   | r र / rə /   |               |               |              |              |           |            |
| Frikative     | Frikative     |              |              |             | s स / sə /   | s स / sə /   | ṣ ष / ʂə /   | ṣ ष / ʂə /   | ś श / ʃə /    | ś श / ʃə /    |              |              | ḥ ः / hə / | h ह / ɦə / |

Daneben gibt es noch den Anusvara (ṃ ं), der entweder die Nasalierung des vorhergehenden Vokals oder einen zum folgenden Konsonanten homorganen Nasal anzeigt und den Chandrabindu (ँ).

### Konsonanten für Wörter persischen und arabischen Ursprungs
Außer ṛa und ṛha stammen alle diese Konsonanten aus dem Persischen oder Arabischen, sie kommen im Urdu häufiger vor. Hindisprecher ländlichen Hintergrunds verwechseln oft diese Konsonanten mit den Konsonanten aus dem Sanskrit.
| Devanagari | Transliteration | IPA      | Deutsch                                             | Verwechselt mit: |
| ---------- | --------------- | -------- | --------------------------------------------------- | ---------------- |
| क़          | qa              | qə       | (Stimmloser uvularer Plosiv) Arabisch: Qur'an       | / k /            |
| ख़          | kha             | χə od xə | (Stimmloser velarer Frikativ) Deutsch: doch         | / kʰ /           |
| ग़          | ġa              | ʁə od ɣə | (Stimmhafter velarer Frikativ) Niederländisch: Gent | / g /            |
| ज़          | za              | zə       | (Stimmhafter alveolarer Frikativ) Deutsch: See      | / dʒ /           |
| ड़          | ṛa              | ɽə       | (unaspirierter Stimmhafter retroflexer Flap)        |                  |
| ढ़          | ṛha             | ɽʱə      | (aspirierter Stimmhafter retroflexer Flap)          |                  |
| फ़          | fa              | fə       | (Stimmloser labiodentaler Frikativ) Deutsch: finden | / pʰ /           |

Die Aussprache dieser sogenannten Nukta-Varianten variiert im Sprachgebrauch sehr stark, da viele Sprecher die Phoneme so aussprechen, als seien sie ohne den Punkt (Nukta) geschrieben (z. B. philm statt film). Es existiert auch die Gegenform, bei der das ph wie f gesprochen wird.

## Grammatik von Hindi und Urdu
In der Grammatik weist Hindi etliche grundlegende Unterschiede zu den älteren indischen Sprachen wie Sanskrit und Pali auf, die wesentlich formenreicher sind: Sanskrit und Pali haben beispielsweise jeweils noch acht Kasus, während es im Hindi nur noch drei sind; die meisten Beziehungen im Satz müssen jetzt durch Postpositionen ausgedrückt werden. Schon im Pali war der Dual verschwunden, das Neutrum wurde durch Maskulinum und Femininum verdrängt; übrig geblieben sind lediglich einzelne Formen wie kaun?; koī ‚wer?; jemand‘ (belebt) gegenüber kyā?; kuch ‚was?; etwas‘ (unbelebt). Die meisten Verbformen sind zusammengesetzt aus Verbstamm oder Partizip und einem oder mehreren Hilfsverben. Hindi hat sich somit weit vom ehemals reinen Typus einer flektierenden Sprache entfernt.

### Zur Umschrift
Zur Umschrift wird hier der IAST-Standard verwendet, der auch für andere indische Sprachen wie Sanskrit gilt, mit einigen Sonderzeichen für spezielle Hindi-Laute (wie f, q und x):
- Vokale:

```
 offene Vokale:        
a ai i au u
      (ursprüngliche kurze Vokale bzw. Diphthonge)
 geschlossene Vokale:  
ā e  ī o  ū
      (ursprüngliche Langvokale)
```

```
 Die Tilde (~) steht für Anusvāra (der davor oder darunter stehende Vokal wird nasaliert)
```

a wird wie Schwa in ‚Palme‘ gesprochen, ai wie ‚ä‘ in ‚Herz‘, au wie ‚o‘ in ‚offen‘; e wie ‚ee‘ in ‚See‘, o wie ‚o‘ in ‚Ofen‘.
- Nicht-retroflexe Konsonanten:

```
 unaspiriert: 
p  t  k     b  d  g      c  j    q x f s z
    
usw.

 aspiriert:   
ph th kh    bh dh gh     ch jh
```

```
 
h
 steht im Folgenden vereinfachend für [h], Visarga und Aspiration
```

j wird wie ‚dsch‘ in ‚Dschungel‘ gesprochen, c für ‚tsch‘ in ‚deutsch‘, ṣ und ś (oder vereinfacht sh) für die beiden sch-Laute, z für stimmhaftes ‚s‘ wie in ‚Sonne‘, x für den ach-Laut, q für uvulares ‚k‘; y für ‚j‘ wie in ‚Jahr‘, v wird wie in ‚Vase‘ gesprochen; doppelt geschriebene Konsonanten sind lang (zum Beispiel cc für [c:] = ‚ttsch‘).
- Retroflexe Konsonanten:

```
 unaspiriert: 
ḍ    ṭ     ṛ     ṇ

 aspiriert:   
ḍh   ṭh    ṛh
```

### Morphologie der Nomen
Hindi kennt Substantive, Adjektive und Pronomen. Adjektive und Possessivpronomen stehen vor dem zu bestimmten Substantiv und müssen mit diesem kongruieren. Für die Reihenfolge der Nominalphrasen gilt im Allgemeinen Subjekt – indirektes Objekt – direktes Objekt. Der Rectus Singular (Maskulinum) ist die Zitierform.
Hindi kennt keinen bestimmten Artikel. Als unbestimmter Artikel kann notfalls das unveränderliche Zahlwort ek ‚eins‘ einspringen.

#### Genus
Im Hindi werden nur Maskulinum und Femininum unterschieden, Neutra gibt es nicht mehr. Für die Verteilung der Genera gilt:
- Substantive, die männliche Personen bezeichnen, sind stets maskulin, solche, die weibliche Personen bezeichnen, stets feminin.
- Bei einigen Tierarten gibt es männliche und weibliche Formen, wie billā / billī ‚Kater / Katze (weibl.)‘, gadhā / gadhī ‚Esel / Eselin‘, bãdar / bãdarī „Affe“, hāthī / hathinī „Elefant“, gāv / go oder gāy ‚Kuh‘, ghoṛā / ghoṛī ‚Pferd‘; bei anderen gibt es nur ein allgemeines Geschlecht für die gesamte Gattung, wie ū̃ṭ (maskulin) ‚Kamel‘, makkhī (feminin) ‚Fliege‘.
- Bei Pflanzen und Gegenständen ist das Geschlecht zum Teil noch aus urindoeuropäischer Zeit ererbt.

#### Numerus
- Hindi kennt die Numeri Singular und Plural.
- Im Kasus Rectus ist die Pluralform bei vielen Substantiven nicht von der des jeweiligen Singular unterscheidbar (wie ādmī ‚Mann, Männer‘).
- Häufige Pluralendungen sind -e bei den Maskulina auf -ā, -iyã bei den Feminina auf -ī, und -ẽ bei den Feminina auf Konsonant (siehe unten).

Besondere Pluralbildungen:
- Die Endung -āt bei einigen Substantiven arabischen Ursprungs unter Kürzung des vorausgehenden Vokals (wie makān ‚Haus‘ > makanāt ‚Häuser‘).
- Die sehr seltene Endung -ān (wie bei sāhib ‚Herr, Meister‘ > sahibān ‚Herren, Meister‘).
- Umgangssprachlich verbreitet ist es auch, den Plural bei Personenbezeichnungen mit log „Leute“ zu bilden (wie widyārthī ‚Student‘ > widhyārthī-log ‚Studenten‘).

#### Kasus und Verhältniswörter
Substantive haben drei synthetische Kasusformen bewahrt: den „Rektus“ (englisch: direct case), den „Obliquus“ (englisch: oblique case) und den „Vokativ“ (englisch: vocative [case]); nur Personalpronomen haben noch eigene Possessiv- und Dativformen. Der Rektus wird in der sprachwissenschaftlichen Literatur auch direkt als Nominativ eingestuft, hat für einen solchen allerdings ungewöhnliche Eigenschaften.
Für die Verwendung gilt Folgendes:
- Der Rectus ist die Nennform; er wird als Subjekt und unbestimmtes (indefinites) direktes Objekt verwendet – jedoch nicht für Subjekte von transitiven Verben im perfektiven Aspekt: Hier steht gewöhnlich der Ergativ, der Form nach ein Obliquus mit der Postposition ne.
- Der Obliquus muss immer zusammen mit Postpositionen stehen, und wird zur Bildung von Adverbien verwendet.
- Der seltene Vokativ ist der Kasus der direkten Anrede. Der Vokativ ist in den folgenden Tabellen unter der jeweiligen Obliquus-Form zu finden, wenn beide Kasus gleichlautend sind.

##### Die synthetischen Kasus
Die Obliquus-Plural-Endung ist immer -õ, die Vokativ-Plural-Endung immer -o. Bei den übrigen Kasus wird bei Maskulina zwischen TYP 1 (unmarkiert: gar keine Veränderung in diesen Formen) und TYP 2 (markiert) unterschieden. Zu TYP 2 gehören erstens Lehnwörter (v. a. aus dem Sanskrit, Persischen, Arabischen, Englischen) sowie Maskulina, die nicht auf -ā enden. Darüber hinaus gibt es noch als TYP 3 persische Lehnwörter mit speziellen Pluralendungen; diese Substantive werden von Hindi-Sprechern jedoch gewöhnlich wie alle anderen Substantive auf Konsonant behandelt.
- Maskulina von TYP 1:

```
 Auf kurzes 
-a
: 
mitra
 ‚Freund‘
```

```
            
Singular                   Plural

 Rektus:    
mitra                      mitra

 Obliquus:  
mitra                      mitr
õ

 Vokativ:   
mitra                      mitr
o
```

```
 Auf langes 
-ā
: 
pitā
 ‚Vater‘
```

```
            
Singular                   Plural

 Rektus:    
pitā                       pitā

 Obliquus:  
pitā                       pitā
õ

 Vokativ:   
pitā                       pitā
o
```

```
 Auf langes 
-ī
: 
ādmī
 ‚Mann‘
```

```
            
Singular                   Plural

 Rektus:    
ādmī                       ādmī

 Obliquus:  
ādmī                       ādm
iy
õ

 Vokativ:   
ādmī                       ādm
iy
o
```

```
 Auf kurzes 
-u
: 
guru
 ‚Lehrmeister‘
```

```
            
Singular                   Plural

 Rektus:    
guru                       guru

 Obliquus:  
guru                       guru
õ

 Vokativ:   
guru                       guru
o
```

```
 Auf langes 
-ū
: 
cākū
 ‚Taschenmesser‘
```

```
            
Singular                   Plural

 Rektus:    
cākū                       cākū

 Obliquus:  
cākū                       cāk
u
õ
```

```
 Auf Konsonant: 
seb
 ‚Apfel‘
```

```
            
Singular                   Plural

 Rektus:    
seb                        seb

 Obliquus:  
seb                        seb
õ
```

- Substantive von TYP 2

```
 Maskulina auf 
-ā
: 
baccā
 ‚Kind‘
```

```
            
Singular                   Plural

 Rektus:    
bacc
ā
                      bacc
e

 Obliquus:  
bacc
e
                      bacc
õ

 Vokativ:   
bacc
e
                      bacc
o
```

```
 Maskulina auf 
-̃ā
: 
ku
̃
ā
 ‚Brunnen‘
```

```
            
Singular                   Plural

 Rektus:    
ku
ā~
                       ku
ẽ

 Obliquus:  
ku
ẽ
                        ku
õ
```

```
 Feminina auf 
-ī
 und einige andere haben 
-̃ā
 im Rectus Plural:
```

```
 
strī
 ‚Frau‘
```

```
            
Singular                   Plural

 Rektus:    
strī                       str
iy
ā~

 Obliquus:  
strī                       str
iy
õ
```

```
 
śakti
 ‚Kraft‘
```

```
            
Singular                   Plural

 Rektus:    
śakti                      śakt
iy
ā~

 Obliquus:  
śakti                      śakt
iy
õ
```

```
 
ciṛiyā 
 ‚Vogel‘
```

```
            
Singular                   Plural

 Rektus:    
ciṛiyā                     ciṛiy
ā~

 Obliquus:  
ciṛiyā                     ciṛiy
õ
```

```
 Feminina mit irgendeinem anderen Ausgang haben 
-ẽ
 im Rectus Plural:
```

```
 
1) Nicht kontrahiert:
```

```
 
kitāb
 ‚Buch‘
```

```
            
Singular                   Plural

 Rektus:    
kitāb                      kitāb
ẽ

 Obliquus:  
kitāb                      kitāb
õ
```

```
 
bhāṣā 
 ‚Sprache‘
```

```
            
Singular                   Plural

 Rektus:    
bhāṣā                      bhāṣā
ẽ

 Obliquus:  
bhāṣā                      bhāṣā
õ
```

```
 
bahū
 ‚Schwiegertochter‘
```

```
            
Singular                   Plural

 Rektus:    
bahū                       bah
u
ẽ

 Obliquus:  
bahū                       bah
u
õ

 Vokativ:   
bahū                       bah
u
o
```

```
 
2) kontrahiert:
```

```
 
aur
a
t
 ‚Frau‘
```

```
            
Singular                   Plural

 Rektus:    
aurat                      au
rt
ẽ

 Obliquus:  
aurat                      au
rt
õ

 Vokativ:   
aurat                      au
rt
o
```

```
 
bah
a
n/bah
i
n
 ‚Schwester‘
```

```
            
Singular                   Plural

 Rektus:    
bahan                      ba
hn
ẽ

 Obliquus:  
bahan                      ba
hn
õ

 Vokativ:   
bahan                      ba
hn
o
```

- Lehnwörter von TYP 3

```
 
kāγaz
 ‚Papier‘
```

```
            
Singular                   Plural

 Rektus:    
kāγaz                      kāγaz
āt

 Obliquus:  
kāγaz                      kāγaz
ātõ
```

- Persisch-arabische Lehnwörter, die auf stummes -h enden, werden wie markierte maskulina (Typ 2) behandelt: bacca(h) (Urdu-Rechtschreibung) ~ baccā (Hindi-Rechtschreibung).
- Einige persisch-arabische Lehnwörter können ihre ursprünglichen Dual- oder Pluralmarkierungen erhalten: vālid ‚Vater‘ > vālidain ‚Eltern‘.
- Viele feminine Sanskrit-Lehnwörter enden auf -ā: bhāṣā ‚Sprache‘, āśā ‚Hoffnung‘, icchā ‚Absicht‘.

##### Die primären Postpositionen
Neben den synthetischen Kasus sind viele analytische Neubildungen durch Postpositionen entstanden; Postpositionen entsprechen den Präpositionen im Deutschen, sie werden jedoch nachgestellt. Das voranstehende Substantiv mit allen eventuell dazugehörigen Adjektiven und Genitiv-Postpositionen muss dabei stets in den Obliquus gesetzt werden.
```
 Rektus:         
gadhā
         ‚der Esel‘
 Genitiv:        
gadhe
 
kā
      ‚des Esels‘
 Dativ:          
gadhe
 
ko
      ‚dem Esel‘
```

```
 Ergativ:        
gadhe
 
ne
      ‚der Esel‘
 Ablativ:        
gadhe
 
se
      ‚vom Esel‘
```

```
 ‚in‘:           
ghar
  
mẽ
      ‚in dem Haus‘
 ‚auf‘:          
ghar
  
par/pe
  ‚auf dem Haus‘
 ‚bis zu‘:       
ghar
  
tak
     ‚bis zum Haus‘
```

- Der Dativ ist der Kasus des indirekten Objekts und wird bei einigen Satzkonstruktionen verwendet (wie yah mujhe acchā lagtā ‚das gefällt mir‘). Außerdem bezeichnet er das direkte Objekt, wenn es bestimmt (definit) ist.
- Der Ergativ wird nur in den Perfektzeiten zur Kennzeichnung des Subjekts bei transitiven Verben verwendet.
- Der Ablativ hat viele Funktionen:

```
 1) Herkunft (wie 
dillī
 
se
 ‚aus Delhi‘; 
… se … tak
 ‚von … bis … ‘)
 2) Anfangszeit (wie 
itvār
 
se
 ‚seit Sonntag‘)
 3) Kasus des Komparativs (siehe Abschnitt 
Komparation
)
 4) Darüber hinaus kann er instrumentale und adverbiale Funktionen haben und wird von einigen Verben als Patiens verlangt.
```

Die Wortgruppe von Substantiv und folgender Genitiv-Postposition verhält sich wie ein Adjektiv, so dass die Postposition kā entsprechend der Form des folgenden Wortes flektiert wird:
```
 Maskulin Singular:   
ādmī
 
kā
 
kamrā
      ‚das Zimmer des Mannes‘
 Maskulin Plural:     
ādmī
 
ke
 
kamre
      ‚die Zimmer des Mannes‘
```

```
 Feminin  Singular:   
ādmī
 
kī
 
gārī
       ‚das Auto   des Mannes‘ (im Hindi ‚
die
 Auto‘)
 Feminin  Plural:     
ādmī
 
kī
 
gāriy
̃
ā
    ‚die Autos  des Mannes‘
```

##### Die zusammengesetzten Postpositionen
Die zusammengesetzten Postpositionen bestehen aus dem Obliquus der Genitiv-Postposition kā und einem folgenden Adverb:
```
 
Örtlich

 
… ke andar
           ‚(mitten) in‘
 
… ke bhītar
          ‚in … drin‘
 
… ke bīch mẽ
         ‚mitten in … drin‘
 
… ke bāhar
           ‚außerhalb von …‘
```

```
 
… ke pās
             ‚nahe bei …‘
 
… ke ās-pās
          ‚bei, in der Nähe von‘
 
… ke cārõ taraf/or
   ‚rings um … herum‘
 
… kī taraf
           ‚auf … zu‘
```

```
 
… (ke) nīce
          ‚unter‘
 
… ke ūpar
            ‚über … (drüber)‘
```

```
 
… ke āge
             ‚vor …, … voraus‘
 
… ke sām(a)ne
        ‚vor, gegenüber von …‘
 
… ke pīche
           ‚hinter‘
```

```
 
… ke bājū
            ‚neben‘
 
… ke bagal
           ‚neben‘
 
… ke sāmne
           ‚gegenüber von …‘
 
… ke kināre
          ‚auf der Seite von …‘
```

```
 
Zeitlich

 
… ke bād
             ‚nach‘
 
… ke paihle *
        ‚vor‘
 
… (ke) daurāna
       ‚während‘
```

```
 *
 dialektisch: 
pahile/pahale
```

```
 
Übertragen

 
… ke liye
            ‚für‘
 
… ke khilāf
          ‚gegen‘
```

```
 
… ke dvārā
           ‚anhand, mittels‘
 
… ke mādhyam se
      ‚mithilfe von‘
```

```
 
… ke rūp mẽ
          ‚in Form von, als‘
 
… ke anusār
          ‚laut, gemäß‘
 
… ke bāre mẽ
         ‚über (Thema); bezüglich‘
```

```
 
… ke kārã (se)
       ‚wegen‘
 
… ke māre
            ‚wegen, aufgrund von; durch‘
 
… ke bavajūd
         ‚trotz‘
```

```
 
… ke sāth
            ‚(zusammen) mit‘
 
… ke bina
            ‚ohne, ausgenommen, außer‘
 
… ke yah
̃
ā
           ‚anstelle von‘
 
… ke badle mẽ
        ‚anstelle von, im Austausch für‘
 
… ke bajāy
           ‚anstatt‘
 
… ke alāvā
           ‚neben, abgesehen von, so gut wie‘
 
… ke sivāy
           ‚abgesehen/mit Ausnahme von‘
```

```
 
… ke shurū mẽ
        ‚am Anfang von …‘
 
… ke ãt mẽ
           ‚am Ende von …‘
 
… ke barābar/māfik
   ‚gleich/ähnlich …‘
 
… ke bīch mẽ
         ‚zwischen; unter 
(among)
‘
```

##### Präpositionen
Das Hindi kennt die Präposition binā „ohne“, die jedoch auch nachgestellt werden kann (… ke bina).

#### Adjektive
Adjektive (Eigenschaftswörter) können vor einem zu bestimmenden Substantiv als Attribut stehen, oder aber auch alleine in substantivischer Funktion. In attributiver Funktion sowie prädikativ (zusammen mit der Kopula honā ‚sein‘) gilt ein besonderes, stark eingeschränktes Deklinations-Schema gegenüber der Deklination als Substantiv, in dem der Vokativ stets gleich dem jeweiligen Obliquus ist.

##### Attributive Deklination
Im Hindi wird zwischen deklinierbaren und undeklinierbaren Adjektiven unterschieden. Ein deklinierbares Adjektiv wird dem zugehörigen Nomen angepasst, ein undeklinierbares bleibt stets unverändert. Eine Reihe von deklinierbaren Adjektiven zeigt in allen Terminationen Nasalierung.
Deklinierbar sind die meisten Adjektive, die auf -ā enden:
```
 Maskulin:    Rectus Singular  
-ā
:    
choṭā
 
kamrā
        ‚das    kleine  Zimmer‘
              Sonst immer:     
-e
:    
choṭe
 
kamre
        ‚die    kleinen Zimmer‘
                                      
choṭe
 
kamre  mẽ
    ‚im     kleinen Zimmer‘
                                      
choṭe
 
kamrõ  mẽ
    ‚in den kleinen Zimmern‘
```

```
 Feminin:     immer            
-ī
:    
choṭī
 
gāṛī
         ‚das    kleine  Auto‘
                                      
choṭī
 
gāṛiy
̃
ā
       ‚die    kleinen Autos‘
                                      
choṭī
 
gāṛī   mẽ
    ‚im     kleinen Auto‘
                                      
choṭī
 
gāṛiyõ mẽ
    ‚in den kleinen Autos‘
```

- Beispiele für deklinierbare Adjektive: baṛā ‚groß‘, choṭā ‚klein‘, moṭā ‚fett‘, acchā ‚gut‘, burā böse, ‚schlecht‘, kālā ‚schwarz‘, ṭhaṇḍā ‚kalt‘.
- Beispiele für undeklinierbare Adjektive: xarāb ‚schlecht‘, sāf ‚sauber‘, bhārī ‚schwer (Gewicht)‘, murdā ‚tot‘, sundar ‚schön‘, pāgal ‚verrückt‘, lāl ‚rot‘.

Das Suffix sā / ~se / ~sī gibt einem Adjektiv die Abtönung ‚-lich‘ oder ‚ziemlich‘ (wie nīlā ‚blau‘ > nīlā-sā ‚bläulich‘). Es ist ambig (mehrdeutig), da es die Bedeutung eines Adjektives sowohl verstärken als auch abmildern kann.

##### Komparation (Steigerung)
- Der Komparativ wird durch aur/zyādā ‚mehr‘ oder kam ‚weniger‘ gebildet.

Mehr-als-Vergleiche verwenden die Ablativ-Postposition se: hāthī murgeOBL se aur baṛā hai (sinngemäß: ‚der Elefant ist im-Vergleich-zu dem Huhn mehr groß‘) ‚Der Elefant ist größer als das Huhn‘.
Bei einem Vergleich kann das Wort für "mehr" weggelassen werden:
```
 
Gītā Gautam se 
(aur)
 lambī hai
 ‚Gita ist größer als Gautam‘
 
Gītā Gautam se  
kam
  lambī hai
 ‚Gita ist weniger groß als Gautam‘
```

Ohne Vergleichsobjekt ist das nicht möglich:
```
 
zyādā
 baṛā hāthī
               ‚der größere Elefant‘
 
hāthī 
zyādā
 baṛā hai
           ‚der Elefant ist größer‘
```

- Der Superlativ wird mit sab ‚alle(s)‘ gebildet: sab se āccha (sinngemäß: ‚im-Vergleich-zu allen groß‘) ‚der größte‘.

```
 
sab se
 mahãgā kamrā
            ‚das teuerste Zimmer‘
 
kamrā 
sab se
 mahãgā hai
        ‚das Zimmer ist das teuerste‘
```

- In Registern mit starkem Einfluss aus dem Sanskrit oder dem Persischen gibt es auch Steigerungssuffixe aus diesen Sprachen:

```
   
             Sanskrit        Persisch

   Komparativ            
-tar

   Superlativ   
-tam            -tarīn
```

```
 Zwei dieser Bildungen sind unregelmäßig:
```

```
   
Positiv      Komparativ      Superlativ

   
acchā        behtar          behtarīn
     ‚der gute/bessere/beste‘
   
kharāb       badtar          badtarīn
     ‚der schlechte/schlechtere/schlechteste‘
```

#### Pronomen

##### Personalpronomen
Personalpronomen haben einen eigenen, vom Nominativ unterschiedenen Akkusativ, der mit den Formen des Dativs übereinstimmt. Das Geschlecht wird überhaupt nicht unterschieden, in der 3. Person jedoch die Entfernung zum Sprecher. Postpositionen werden bei Personalpronomen im Hindi als gebundene Morpheme, im Urdu als freie Partikeln betrachtet.
Besonders in Nordindien wird umgangssprachlich die 1. Person Plural ham ‚wir‘ auch für den Singular ‚ich‘ verwendet
Für die 2. Person gibt es folgende Pronomen:
- tū ‚du‘ (Singular, intimate) bei kleinen Kindern, engen Freunden, Gottheiten oder in der Lyrik; in allen anderen Fällen ist es herablassend oder sogar beleidigend.
- tum ‚ihr‘ (Plural, familiar) wird für jüngere oder niedriger gestellte Personen; es wird auch für eine einzelne Person verwendet, wenn tū unangebracht ist, und kann daher je nach Kontext auch als "du" übersetzt werden.
- āp ‚Sie‘ (Plural, polite) wird für ältere oder höhergestellte Personen verwendet.
- tum und āp sind zwar schon Pluralpronomen, da sie aber auch zur Anrede einer einzelnen Person verwendet werden, können sie durch die Suffixe -log ‚Leute‘ oder -sab ‚alle‘ den Plural noch einmal ausdrücklich  markieren: tum log / tum sab oder āp log / āp sab (vgl. das Englische you guys oder y'all). An ihrer Funktion im Satzgefüge ändert sich dabei überhaupt nichts.

Als Personalpronomen der 3. Person werden die Demonstrativpronomen (yah ‚dieser hier‘ / vah ‚jener dort‘) verwendet, und zwischen weiblich und männlich wird nicht unterschieden.
- Die Personalpronomen im Rectus:

```
 
Erste Person

 ich                       
mãi

 wir                       
ham
```

```
 
Zweite Person

 du                        
tū

 ihr                       
tum

 Sie                       
āp
 – wird grammatikalisch als 3. Person Plural behandelt
```

```
 
Dritte Person:   
Hochsprache im Hindi       Urdu und gesprochenes Hindi

 er/sie/es [hier]          
yah
                            
ye

 er/sie/es [dort]          
vah
                            
vo
```

```
 sie [hier] (Plural)       
ye
                             
ye

 sie [dort] (Plural)       
ve
                             
vo
```

- Der Obliquus wird auch bei Personalpronomen von einer nachfolgenden Postposition verlangt:

```
            1. Person Singular:           
mãi
  > 
mujh …

            2. Person Singular:           
tū
   > 
tujh …
```

```
            3. Person Singular hier:      
yah
  > 
is …

            3. Person Singular dort:      
vah
  > 
us …
```

```
            3. Person Plural hier:        
ye
   > 
in …

            3. Person Plural dort:        
ve
   > 
un …
```

Bei ham, tum und āp sind Rectus und Obliquus identisch.
- Der Dativ steht in der Regel auch für das direkte Objekt:

```
              
1. Person    2. Person     3. Person

 Singular:    
mujhe        tujhe         ise  / use

 Plural:      
hamẽ         tumẽ          inhẽ / unhẽ
```

Umgangssprachlich wird der Dativ auch mit der üblichen Partikel ko gebildet: mujh.ko (? mere.ko) ‚mir/mich‘, tujhko ‚dir/dich‘, isko | usko ‚ihm/ihn, ihr/sie‘, hamko ‚uns‘, tūmko ‚euch‘, inko | unko ‚ihnen/sie‘.
- Der Ergativ wird in der 3. Person Plural unregelmäßig gebildet, in der 1. und 2. Person Plural steht ausnahmsweise die jeweilige Rectusform vor der Postposition:

```
              
1. Person        2. Person       3. Person

 Singular:    
mãi
  ne          tū  ne          is   ne  / us   ne

 Plural:      
ham ne           tum ne          
inhõ
 ne  / 
unhõ
 ne
```

##### Possessivpronomen
- Die Personalpronomen mãi / ham und tū / tum haben noch eigene Genitivformen, die als Possessivpronomen verwendet werden:

```
 1. Person Singular:  
merā
      ‚mein‘
 1. Person Plural:    
hamārā
    ‚unser‘
```

```
 2. Person Singular:  
terā
      ‚dein‘
 2. Person Plural:    
tumhārā
   ‚euer‘
```

Sie werden wie ein Adjektiv an das nachfolgende Substantiv angepasst:
```
 Maskulin Singular:   
merā
 
kamrā
     ‚mein  Zimmer‘
 Maskulin Plural:     
mere
 
kamre
     ‚meine Zimmer‘
```

```
 Feminin Singular:    
merī
 
gāṛī
      ‚mein  Auto‘ (im Hindi ‚
die
 Auto‘)
 Feminin Plural:      
merī
 
gāṛiy
̃
ā
    ‚meine Autos‘
```

Bei den übrigen Personalpronomen wird der Genitiv genau wie bei Nomen durch die Obliquusform + die veränderliche Postposition kā gebildet, die wie merā und so weiter dekliniert wird:
```
 
yah
 (Singular) >   
is kā / is kī / is ke

 
vah
 (Singular) >   
us kā / us kī / us ke
```

```
 
ye
  (Plural)   >   
in kā / in kī / in ke

 
ve
  (Plural)   >   
un kā / un kī / un ke
```

```
 
āp
             >   
āp kā / āp kī / āp ke
```

##### Relativpronomen
jo ist das einzige Relativpronomen. Es wird ähnlich wie yah dekliniert:
```
              
Singular             Plural

 Rectus       
            jo

 Obliquus     
jis...               jin...

 Dativ        
jise...              jinhẽ

 Genitiv      
jis kā               jin kā

 Ergativ      
jis ne               jinhõ ne
```

##### Interrogativpronomen
Das Interrogativpronomen kaun/kyā kommt in allen Kasus und auch im Plural vor. Im Rectus wird zwischen kaun ‚wer‘ (belebt) und kyā ‚was‘ (unbelebt) unterschieden, in den übrigen Kasus, die genauso wie beim Relativpronomen gebildet werden, gibt es keinen Genus-Unterschied mehr:
```
              
Singular             Plural

 Rectus       
         kaun/kyā

 Obliquus     
kis...               kin...

 Dativ        
kise...              kinhẽ

 Genitiv      
kis kā               kin kā

 Ergativ      
kis ne               kinhõ ne
```

Adjektiv steht kaunā ‚welcher‘, das wie ein Adjektiv dekliniert wird.

##### Indefinitpronomen
```
 
koī
 (Rectus), 
kisī
 (Obliquus)    ‚jemand, irgendwer‘    (Singular)
 
kuch
                             ‚etwas‘                (Singular)
 
kaī
                              ‚irgendwelche, einige‘ (Plural)
```

- koī kann auch vor zählbaren Substantiven im Singular mit der Bedeutung ‚mancher/s‘ stehen, das sächliche Gegenstück kuch auch vor nichtzählbaren Substantiven.
- koī als Adverb vor einem Zahlwort hat die Bedeutung ‚etwa, ungefähr‘. In dieser Verwendung bekommt es nicht die Obliquusform kisī.
- kuch als Adverb kann in der Bedeutung ‚ziemlich‘ auch Adjektive näher bestimmen.

Viele Indefinitpronomen können auch als Negativpronomen verwendet werden, wenn sie zusammen mit einer Verneinung (in Aussagesätzen nahī̃ ‚nein, nicht‘, in Befehlssätzen auch na, mat) stehen:
```
 
kuch
            ‚etwas‘                   
kuch  nah̃ī/na/mat
      ‚nichts‘
 
koī   (bhī)
     ‚jemand, irgendwer‘       
koī   nah̃ī/na/mat
      ‚niemand‘
 
kah̃ī  (bhī)
     ‚irgendwo‘                
kah̃ī  nah̃ī/na/mat
      ‚nirgendwo‘
 
kabhī  bhī
      ‚irgendwann‘              
kabhī nah̃ī/na/mat
      ‚nie‘
```

kyā am Satzanfang hat die Funktion, den Satz als Entscheidungsfrage (ja/nein) zu kennzeichnen. Dies kann aber auch nur durch bloße Intonation geschehen.
Weitere Indefinitpronomen sind:
```
 
koī    bhī
      ‚irgendeine(r,s), irgendwer, wer auch immer‘
 
kuch   aur
      ‚etwas anderes‘
 
sab    kuch
     ‚alles‘
 
kaise  bhī
      ‚irgendwie‘
 
kabhī na kabhī
  ‚irgendwann einmal‘
```

##### Abgeleitete Pronomen
```
 
               Interrogativ                Relativ     Demonstrativ hier / dort

 Zeit           
kab       
‚wann‘            
jab         ab     /   
t
ab

 Ort            
kah̃ā      
‚wo(hin)‘         
jah̃ā        
y
ah̃ā   /   vah̃ā

                
kidhar    
‚wo(hin)‘         
jidhar      idhar  /   udhar

 Quantität      
kitnā     
‚wie viel‘        
jitnā       itnā   /   utnā

 Qualität       
kaisā     
‚wie beschaffen‘  
jaisā       aisā   /   vaisā

 Art und Weise  
kaise     
‚wie‘             
jaise       aise   /   vaise

 Grund          
kyõ/kỹū   
‚warum‘
```

kitnā / jitnā / itnā / utnā werden wie Adjektive dekliniert: kitnā (m) / kitnī (f) ‚wie viel?‘ – kitne (m) / kitnī (f) ‚wie viele?‘ und so weiter.
Auch kaisā ‚wie (beschaffen), was für ein‘ (jaisā, aisā und vaisā natürlich auch) wird wie ein Adjektiv dekliniert und muss folglich zusammen mit honā ‚sein‘ an das Subjekt angepasst werden:
```
 
kaisā hai?
         ‚Wie geht's?‘            (zu einer männlichen Person)
 
kaisī hai?
         ‚Wie geht's?‘            (zu einer weiblichen Person)
```

```
 
tum kaise ho?
      ‚Wie geht es euch/dir?‘  (zu einer männlichen Person)
 
tum kaisī ho?
      ‚Wie geht es euch/dir?‘  (zu einer weiblichen Person)
```

```
 
āp kaise hãi?
      ‚Wie geht es Ihnen?‘     (zu einer männlichen Person)
 
āp kaisī hãi?
      ‚Wie geht es Ihnen?‘     (zu einer weiblichen Person)
```

### Morphologie der Verben

#### Überblick
- Hindi kennt 3 Zeitstufen – Gegenwart (Präsens), Vergangenheit (Präteritum) und Zukunft (Futur) – und 3 Aspekte: den habituellen Aspekt, den perfektiven Aspekt und die Verlaufsform. Der habituelle Aspekt drückt aus, was öfters bzw. gewohnheitsmäßig geschieht, die Verlaufsform ist ein Progressiv und entspricht etwa der englischen Form, die auch als Continuous bezeichnet wird.
- Bei transitiven Verben im perfektiven Aspekt steht das Subjekt im Ergativ.
- Im Präsens wird unterschieden zwischen folgenden Modi: Indikativ, Konjunktiv und Imperativ.
- Konjugation nach Personen ohne Hilfsverb gibt es nur beim Verb ‚sein‘, im Konjunktiv Präsens und im definiten Futur. Dabei sind die Personen-Endungen für ‚wir‘, ‚sie‘ Plural und ‚Sie‘ jeweils immer identisch. Alle anderen Formen werden mithilfe des bloßen Stammes oder einer Partizipform und einem oder mehreren Hilfsverben gebildet, die nach Zahl und auch nach Geschlecht an das Subjekt angepasst werden müssen.
- Alle Formen, die im Folgenden für yah ‚dieses/dieser/diese‘ aufgeführt sind, gelten auch für vah ‚jenes/jener/jene‘; alle Formen, die für ye ‚diese‘ aufgeführt sind, gelten auch für ve ‚jene‘ und auch für āp ‚Sie‘.

#### Der Stamm
Den Stamm eines Verbs erhält man durch Weglassen der Infinitivendung -nā. Einige Verben haben neben diesem Stamm noch weitere, unregelmäßige Stammformen; dies betrifft vor allem die Verben denā ‚geben‘, lenā "nehmen" und jānā ‚gehen‘.
Der bloße Stamm wird vor den Hilfsverben zur Bildung von Verlaufsform und Perfekt verwendet, außerdem noch zur Bildung des tū-Imperativs (siehe Abschnitt Imperativ).

#### Infinite Formen
Infinite Formen unterscheiden nicht nach Person und Modus.
Infinitiv
Der Infinitiv hat die Endung -nā (z. B. bolnā ‚sprechen‘). Der Infinitiv dient auch als Gerundium. Er kann demnach wie ein Substantiv in den Obliquus gesetzt werden, wie bolne ke liye – wörtlich: ‚für das Sprechen‘ – ‚um zu sprechen‘.
Partizipien
Das Partizip Präsens hat die Endung -tā (wie boltā ‚sprechend‘), das Partizip Perfekt die Endung -ā (wie. bolā ‚gesprochen habend‘).
Verbaladverb
Das Verbaladverb hat die Endung -(kar)(ke) (wie bol / bolkar / bolke / bolkarke). Es hat keine direkte deutsche Entsprechung; es könnte je nach Zusammenhang etwa übersetzt werden als ‚als/nachdem … gesprochen hat‘ und so weiter.

#### Finite Formen

##### Präsens Indikativ
Das Verb honā "sein" hat seine Personalflexion im Präsens Indikativ erhalten (zum Beispiel: ṭhīk hũ ‚mir geht es gut‘, yah kyā hai? ‚Was ist das?‘). (Es ist aus der Sanskritwurzel bhū- ‚werden‘ entstanden; vergleiche Pali: homi > Hindi hũ ‚ich bin‘.) Es dient als Kopula und hat darüber hinaus die Bedeutung ‚es gibt‘ (wie hoṭel hai? ‚Gibt es ein Hotel?‘):
```
 
Singular                      Plural

 
mãi  
hũ
    ‚ich bin‘          
ham 
hãi
    ‚wir sind‘
 
tū   
hai
   ‚du bist‘          
tum 
ho
     ‚ihr seid‘
 
yah  
hai
   ‚er/es ist‘        
ye  
hãi
    ‚sie sind‘
```

Die übrigen Verben werden im habituellen Präsens folgendermaßen konjugiert: Vor die jeweilige Form von honā wird das Partizip Präsens eines beliebigen Verbs gestellt, das an das Subjekt angepasst werden muss. Für ein männliches Subjekt hat es die Endungen -tā im Singular (wie kartā ‚ein machender‘), -te im Plural (wie karte ‚mehrere machende‘), für ein weibliches Subjekt ist die Endung immer -tī. Daraus ergibt sich beispielsweise mãi kartī hum (‚ich machende bin‘) ‚ich mache‘ – von einer Frau gesagt.
```
 
Maskulines Subjekt                Feminines Subjekt

 
mãi  
kartā hũ
     ‚ich mache‘     
mãi  
kartī hũ
     ‚ich mache‘
 
tū   
kartā hai
    ‚du  machst‘    
tū   
kartī hai
    ‚du  machst‘
 
yah  
kartā hai
    ‚er  macht‘     
yah  
kartī hai
    ‚sie macht‘
 
ham  
karte hãi
    ‚wir machen‘    
ham  
kartī hãi
    ‚wir machen‘
 
tum  
karte ho
     ‚ihr macht‘     
tum  
kartī ho
     ‚ihr macht‘
 
ye   
karte hãi
    ‚sie machen‘    
ye   
kartī hãi
    ‚sie machen‘
```

##### Präsens Konjunktiv
Wie alle Verben kann auch das Verb honā den Konjunktiv bilden. Dabei hat es allerdings noch zahlreiche Nebenformen, die in Klammern hinzugefügt sind:
```
 
Singular                      Plural

 
mãi 
 hũ (hoū)
                 
ham 
hõ (hoẽ, hovẽ, hõy)

 
tū   
ho (hoe, hove, hoy)
      
tum 
ho (hoo)

 
yah  
ho (hoe, hove, hoy)
      
ye  
hõ (hoẽ, hovẽ, hõy)
```

##### Imperativ
Hindi kennt 3 Imperative, deren Verwendung derjenigen der Personalpronomen tū, tum und āp entspricht – die tum- und āp-Imperative können also für eine oder mehrere Personen verwendet werden. Der tū-Imperativ entspricht dem bloßen Stamm eines Verbes, die übrigen Formen werden durch Suffixe gebildet:
```
 tū-Imperativ:     
bolnā
 ‚sprechen‘       → 
bol
    ‚sprich!‘
 tum-Imperativ:    
bolnā
 ‚sprechen‘       → 
bolo
   ‚sprecht!‘
 āp-Imperativ:     
bolnā
 ‚sprechen‘       → 
boliye
 ‚sprechen Sie!‘
```

##### Präteritum
Das habituelle Präteritum wird durch das Partizip Präsens des Hauptverbs + thā gebildet. Beide passen sich dem Subjekt in Numerus und Genus an; dabei hat die weibliche Form thī den unregelmäßigen Plural thī̃:
```
 
Maskulines Subjekt                  Feminines Subjekt

 
mãi  
kartā thā
    ‚ich machte‘      
mãi  
kartī thī
    ‚ich machte‘
 
tū   
kartā thā
    ‚du  machtest‘    
tū   
kartī thī
    ‚du  machtest‘
 
yah  
kartā thā
    ‚er  machte‘      
yah  
kartī thī
    ‚sie machte‘
 
ham  
karte the
    ‚wir machten‘     
ham  
kartī thī̃
   ‚wir machten‘
 
tum  
karte the
    ‚ihr machtet‘     
tum  
kartī thī̃
   ‚ihr machtet‘
 
ye   
karte the
    ‚sie machten‘     
ye   
kartī thī̃
   ‚sie machten‘
```

##### Futur
Das definite Futur wird gebildet, indem das Suffix gā / ge / gī den Formen des Konjunktiv nachgestellt wird. (Es ist eine Kontraktion aus *gaā < gayā, dem Partizip Perfekt von jānā ‚gehen‘). Es wird im Hindi als gebundenes Morphem, im Urdu als eigenes Wort betrachtet.
```
 
Maskulines Subjekt                      Feminines Subjekt

 
mãi  
karū~.gā
   ‚ich werde  machen‘     
mãi  
karū~.gī
  ‚ich werde  machen‘
 
tū   
kare.gā
    ‚du  wirst  machen‘     
tū   
kare.gī
   ‚du  wirst  machen‘
 
yah  
kare.gā
    ‚er  wird   machen‘     
yah  
kare.gī
   ‚sie wird   machen‘
 
ham  
karẽ.ge
    ‚wir werden machen‘     
ham  
karẽ.gī
   ‚wir werden machen‘
 
tum  
karo.ge
    ‚ihr werdet machen‘     
tum  
karo.gī
   ‚ihr werdet machen‘
 
ye   
karẽ.ge
    ‚sie werden machen‘     
ye   
karẽ.gī
   ‚sie werden machen‘
```

##### Die Verlaufsformen
Es gibt drei imperfektive Verlaufsformen für Präsens, Präteritum und Futur. Zu ihrer Bildung nimmt man den bloßen Stamm des Hauptverbs (wie kar- ‚mach-‘), hinter dem das Hilfsverb rahnā, ‚bleiben‘ wie jedes andere Verb auch im Präsens Indikativ, Präteritum und Futur konjugiert wird:
Verlaufsform im Präsens
```
 
Maskulines Subjekt                        Feminines Subjekt

 
mãi  kar 
rahā hũ
   ‚ich mache  gerade‘    
mãi  kar 
rahī hũ
     ‚ich mache  gerade‘
 
tū   kar 
rahā hai
  ‚du  machst gerade‘    
tū   kar 
rahī hai
    ‚du  machst gerade‘
 
yah  kar 
rahā hai
  ‚er  macht  gerade‘    
yah  kar 
rahī hai
    ‚sie macht  gerade‘
 
ham  kar 
rahe hãi
  ‚wir machen gerade‘    
ham  kar 
rahī hãi
    ‚wir machen gerade‘
 
tum  kar 
rahe ho
   ‚ihr macht  gerade‘    
tum  kar 
rahī ho
     ‚ihr macht  gerade‘
 
ye   kar 
rahe hãi
  ‚sie machen gerade‘    
ye   kar 
rahī hãi
    ‚sie machen gerade‘
```

Verlaufsform im Präteritum
```
 
Maskulines Subjekt                         Feminines Subjekt

 
mãi  kar 
rahā thā
  ‚ich machte   gerade‘    
mãi  kar 
rahī thī
    ‚ich machte   gerade‘
 
tū   kar 
rahā thā
  ‚du  machtest gerade‘    
tū   kar 
rahī thī
    ‚du  machtest gerade‘
 
yah  kar 
rahā thā
  ‚er  machte   gerade‘    
yah  kar 
rahī thī
    ‚sie machte   gerade‘
 
ham  kar 
rahe the
  ‚wir machten  gerade‘    
ham  kar 
rahī thī~
   ‚wir machten  gerade‘
 
tum  kar 
rahe the
  ‚ihr machtet  gerade‘    
tum  kar 
rahī thī~
   ‚ihr machtet  gerade‘
 
ye   kar 
rahe the
  ‚sie machten  gerade‘    
ye   kar 
rahī thī~
   ‚sie machten  gerade‘
```

Verlaufsform im Futur
```
 
Maskulines Subjekt                                   Feminines Subjekt

 
mãi  
kartā rahū~.gā
   ‚ich werde  gerade machen‘     
mãi  
kartī rahū~.gī
  ‚ich werde  gerade machen‘
 
tū   
kartā rahe.gā
    ‚du  wirst  gerade machen‘     
tū   
kartī rahe.gī
   ‚du  wirst  gerade machen‘
 
yah  
kartā rahe.gā
    ‚er  wird   gerade machen‘     
yah  
kartī rahe.gī
   ‚sie wird   gerade machen‘
 
ham  
karte rahẽ.ge
    ‚wir werden gerade machen‘     
ham  
kartī rahẽ.gī
   ‚wir werden gerade machen‘
 
tum  
karte raho.ge
    ‚ihr werdet gerade machen‘     
tum  
kartī raho.gī
   ‚ihr werdet gerade machen‘
 
ye   
karte rahẽ.ge
    ‚sie werden gerade machen‘     
ye   
kartī rahẽ.gī
   ‚sie werden gerade machen‘
```

##### Die perfektiven Formen
Es gibt drei perfektive Formen (Perfekt für das Präsens, Plusquamperfekt für das Präteritum und Futur II für das Futur). Zu ihrer Bildung nimmt man den bloßen Stamm des Hauptverbs (wie kar- ‚mach-‘), hinter dem das Hilfsverb liyā oder cukā wie jedes andere Verb auch im Präsens Indikativ, Präteritum und Futur konjugiert wird. Hierbei ist zu beachten, dass die "-ī"-Form von liyā verkürzt worden ist (lī statt liyī):
Perfekt
```
 
Maskulines Subjekt                        Feminines Subjekt

 
mãi  kar 
liyā hũ
   ‚ich habe  gemacht‘    
mãi  kar 
lī   hũ
     ‚ich habe  gemacht‘
 
tū   kar 
liyā hai
  ‚du  hast  gemacht‘    
tū   kar 
lī   hai
    ‚du  hast  gemacht‘
 
yah  kar 
liyā hai
  ‚er  hat   gemacht‘    
yah  kar 
lī   hai
    ‚sie hat   gemacht‘
 
ham  kar 
liye hãi
  ‚wir haben gemacht‘    
ham  kar 
lī   hãi
    ‚wir haben gemacht‘
 
tum  kar 
liye ho
   ‚ihr habt  gemacht‘    
tum  kar 
lī   ho
     ‚ihr habt  gemacht‘
 
ye   kar 
liye hãi
  ‚sie haben gemacht‘    
ye   kar 
lī   hãi
    ‚sie haben gemacht‘
```

Plusquamperfekt
Mit dem Plusquamperfekt muss man die Postposition ‚ne‘ verwenden.
```
 
Maskulines Subjekt                             Feminines Subjekt

 
mãine   kar 
liyā thā
  ‚ich hatte   gemacht‘    
mãine   kar 
lī   thī
    ‚ich hatte   gemacht‘
 
tūne    kar 
liyā thā
  ‚du  hattest gemacht‘    
tūne    kar 
lī   thī
    ‚du  hattest gemacht‘
 
isne    kar 
liyā thā
  ‚er  hatte   gemacht‘    
isne    kar 
lī   thī
    ‚sie hatte   gemacht‘
 
hamne   kar 
liya tha
  ‚wir hatten  gemacht‘    
hamne   kar 
lī   thī~
   ‚wir hatten  gemacht‘
 
tumne   kar 
liya tha
  ‚ihr hattet  gemacht‘    
tumne   kar 
lī   thī~
   ‚ihr hattet  gemacht‘
 
unhõne  kar 
liya tha
  ‚sie hatten  gemacht‘    
inhõne  kar 
lī   thī~
   ‚sie hatten  gemacht‘
```

Futur II
```
 
Maskulines Subjekt                                   Feminines Subjekt

 
mãi  
kartā liyū~.gā
   ‚ich werde  gemacht haben‘     
mãi  
kartī liyū~.gī
  ‚ich werde  gemacht haben‘
 
tū   
kartā liye.gā
    ‚du  wirst  gemacht haben‘     
tū   
kartī liye.gī
   ‚du  wirst  gemacht haben‘
 
yah  
kartā liye.gā
    ‚er  wird   gemacht haben‘     
yah  
kartī liye.gī
   ‚sie wird   gemacht haben‘
 
ham  
karte liyẽ.ge
    ‚wir werden gemacht haben‘     
ham  
kartī liyẽ.gī
   ‚wir werden gemacht haben‘
 
tum  
karte liyo.ge
    ‚ihr werdet gemacht haben‘     
tum  
kartī liyo.gī
   ‚ihr werdet gemacht haben‘
 
ye   
karte liyẽ.ge
    ‚sie werden gemacht haben‘     
ye   
kartī liyẽ.gī
   ‚sie werden gemacht haben‘
```

#### Das Passiv
Das Passiv wird aus dem Partizip Perfekt und dem Hilfsverb jānā ‚gehen‘ gebildet (wie likhnā ‚schreiben‘ > likhā jānā ‚geschrieben werden‘). Der Agens hat die Postposition se.
Intransitive und transitive Verben können grammatikalisch passiviert werden, um körperliches oder geistiges Unvermögen (gewöhnlich in negativem Sinne) anzuzeigen. Intransitive Verben haben darüber hinaus oft passivischen Sinn oder drücken unabsichtliche Handlungen aus.

### Numerale

#### Grundzahlen
Die Zahlwörter im Hindi sind unveränderlich. Die Zahlen 11 bis 99 sind allesamt unregelmäßig und müssen einzeln gelernt werden. Zwar reichen die Ähnlichkeiten bei den Zehner- und Einerstellen aus, um die Zahl zu verstehen, aber nicht für eine aktive Beherrschung. Den Zahlen 19, 29, 39, 49, 59, 69 und 79 (aber nicht 89 und 99) liegt die Form "1 von 20, 1 von 30" usw. zugrunde.
```
  0  
śūnya     
10
  das          
20
  bīs         
30
  tīs

  1  
ek        
11
  gyārah       
21
  ikkīs       
31
  iktīs

  2  
do        
12
  bārah        
22
  bāīs        
32
  battīs

  3  
tīn       
13
  terah        
23
  teīs        
33
  tãitīs

  4  
cār       
14
  caudah       
24
  caubīs      
34
  cautīs

  5  
pā͂c       
15
  pãdrah       
25
  paccīs      
35
  pãitīs

  6  
chaḥ      
16
  solah        
26
  chabbīs     
36
  chattīs

  7  
sāt       
17
  sattrah      
27
  sattāīs     
37
  sãitīs

  8  
āṭh       
18
  aṭ(ṭ)hārah   
28
  aṭ(ṭ)hāīs   
38
  aŗtīs

  9  
nau       
19
  unnīs        
29
  untīs       
39
  untālīs
```

```
 40 
 cālīs    
 50 
 pacās    
    60
  sāṭh   
     70 
 sattar

 41 
 iktālīs   
51 
 ikyāvan  
    61
  iksaṭh   
   71 
 ikahattar

 42 
 bayālīs   
52
  bāvan    
    62
  bāsaṭh  
    72 
 bahattar

 43 
 tãitālīs  
53
  tirpan   
    63
  tirsaṭh   
  73
  tihattar

 44 
 cauvālīs  
54
  cauvan   
    64
  cãusaṭh     
74
  cauhattar

 45  
pãitālīs  
55
  pacpan   
    65
  pãisaṭh    
 75 
 pacahattar

 46  
chiyālīs  
56
  chappan  
    66
  chiyāsaṭh  
 76 
 chihattar

 47 
 sãitālīs  
57
  sattāvan 
    67
  saŗsaṭh 
    77 
 satahattar

 48 
 aŗtālīs   
58
  aṭṭhāvan 
    68
  aŗsaṭh     
 78 
 aţhahattar

 49  
uncās     
59
  unsaţh   
    69
  unhattar    
79 
 unāsī
```

```
 80 
 assī    
  90
  nabbe    
        100 
(ek) sau

 81 
 ikyāsī  
  91
  ikyānave 
        101
  ek  sau ek

 82 
 bayāsī 
   92
  bānave   
        110 
 ek  sau das

 83
  tirāsī  
  93
  tirānave 
        …
 84
  caurāsī 
  94
  caurānave
      1.000 
(ek) hazār

 85 
 pacāsī  
  95
  pacānave 
      2.000 
 do  hazār

 86 
 chiyāsī 
  96
  chiyānave
        …
 87 
 satāsī  
  97
  sattānave
    100.000 
 ek  lākh

 88  
aṭhāsī   
 98
  aṭṭhānave
     10 Mio.
 ek  kroŗ

 89 
 navāsī  
  99
  ninyānave
    100 Mio.
 ek  arab
```

```
 einmal     
ek bār

 zweimal    
do bār

 usw.
```

Für die Zahlen „hunderttausend“, „zehn Millionen“ und „hundert Millionen“ gibt es spezielle Begriffe. Statt 20 Mio. sagt man also do kroŗ, für fünfhunderttausend oder eine halbe Million pā͂c lākh. Die Zahlwörter Lakh und Crore (= kroŗ) sind auch im indischen Englisch geläufig.

#### Bruchzahlen
```
                         ½   
ādhā

 1¼   
savā (ek)
         1½   
ḍeŗh

 2¼   
savā do
           2½   (
a
)
ḍhāī

 3¼   
savā tīn
          3½   
sāŗhe tīn

 4¼   
savā cār
          4½   
sāŗhe cār

 usw.                        usw.
```

paune … bedeutet ‚… minus ein Viertel‘, also paune do = 1¾, paune tīn = 2¾ und so weiter.

### Adverbien
Hindi-Urdu hat wenig unabgeleitete Formen. Adverbien können auf folgende Arten gebildet werden:
- Indem Substantive oder Adjektive in den Obliquus gesetzt werden: nīcā ‚niedrig‘ > nīce ‚unten‘, sīdhā ‚gerade‘ > sīdhe ‚geradeaus‘, dhīrā ‚langsam‘ > dhīre ‚langsam (auf langsame Weise)‘, saverā ‚Morgen‘ > savere ‚am Morgen‘, ye taraf ‚diese Richtung‘ > is taraf ‚in diese Richtung‘, kalkattā ‚Kalkutta‘ > kalkatte ‚nach Kalkutta‘.
- Durch Postpositionen, zum Beispiel se: zor ‚Kraft‘ > zor se ‚kraftvoll, mit Kraft‘, dhyān ‚Aufmerksamkeit‘ > dhyān se ‚aufmerksam‘.
- Postpositionale Phrasen": acchā gut > acchī tarah se gut, wohl, auf gute Art und Weise, xās besonders > xās taur par auf besondere Art und Weise.
- Verben im Konjunktiv: hãs- ‚lachen‘ > hãs kar ‚lachend, gelacht habend‘.
- Suffixe aus dem Sanskrit oder dem Perso-Arabischen in höheren Registern: skt. sambhava ‚möglich‘ > sambhavatah ‚möglicherweise‘; arab. ittifāq ‚Zufall‘ > ittifāqan ‚zufällig‘.

### Satzbau

#### Konjunktionen
Nebenordnende Konjunktionen
```
 ‚und‘                      
aur, ewam, tathā

 ‚oder‘                     
yā; athvā
 (formell)
 ‚aber‘                     
magar, kintu, lekin, par(antu)

 ‚und wenn nicht; sonst‘    
varnā
```

Unterordnende Konjunktionen
```
 ‚dass‘                     
ki

 ‚weil‘                     
kyõki, kyũki

 ‚obwohl‘                   
agar(a)ce, yadyapi

 ‚wenn‘ (temporal)          
jab

 ‚wenn, falls‘              
agar, yadi

 ‚wenn doch nur‘            
kāsh ki

 ‚als ob, wie wenn‘         
mānõ

 ‚ob … oder‘                
chāhe ... chāhe/yā"

 ‚um … zu‘                  (siehe Abschnitt 
Infinitiv
)
```

Zu den mit j- anlautenden Relativpronomen siehe Abschnitt Relativpronomen.

#### Satzstellung
Abweichend vom Deutschen gilt:
- Alle Verben stehen hintereinander am Satzende (wie hoţel vahā~ hai (‚Hotel dort ist‘) ‚dort ist ein Hotel‘), auch bei Fragen und Befehlen. Eine Entscheidungsfrage ohne Fragepartikel kann daher nur an der Stimmführung erkannt werden (Hindi klingt im Ganzen relativ monoton).
- Das indirekte steht immer vor dem direkten Objekt.
- Meist gehen Interrogativpronomen und Negationen (nahī~/na/mat) in dieser Reihenfolge dem Verb voraus.
- kyā (‚Was?‘) zur Kennzeichnung einer Entscheidungsfrage steht am Satzanfang; ansonsten werden Interrogativpronomen nicht bewegt (wie hoţel kahā~ hai? (‚Hotel wo ist‘) ‚Wo gibt es ein Hotel?‘).
- kripayā ‚bitte‘ steht am Satzanfang; es wird jedoch weit weniger verwendet als im Deutschen.

#### Sprachtypus
Hindi/Urdu ist also eine im Wesentlichen agglutinierende SOV-Sprache mit gespaltener Ergativität, die in Bezug auf die beiden Genuskategorien (maskulin und feminin), unterschiedliche Pluralbildungen und unregelmäßige Verbformen Überreste eines einstmals flektierenden Charakters bewahrt hat. Ein polysynthetischer Zug entsteht aus der Tendenz zur Verwendung attributiver Wortgruppen statt der Ausnutzung der vorhandenen Relativpronomen. Hindi kennt sowohl rechts- als auch links-verzweigende Phänomene, häufig kommen Abweichungen von der Normalwortstellung vor.

## Beispielsätze
- Typisch für Hindi ist die Genitivbildung durch den Possessivartikel kā (Maskulin Singular)/ kī (Feminin)/ ke (Maskulin Plural):

उस आदमी का बेटा विद्यार्थी है  |

/us ādmī kā beţā vidyārthī hai/

[us ɑːdmiː kɑː beːʈɑː vidjɑːrthiː hæː]

(wörtlich: dieserOBL MannOBL von Sohn Student ist)

Der Sohn dieses Mannes ist Student.
- Das indirekte und zuweilen auch das direkte Objekt werden mit ko gebildet:

बच्चे को दूध दीजिए |

/bacce ko dūdh dījiye/

[bəc:eː koː duːdɦ diːdʒieː]

(wörtlich: KindOBL dem Milch geben-Sie.)

Geben Sie dem Kind Milch!
- Verhältniswörter werden im Hindi nachgestellt, daher werden sie als Postpositionen bezeichnet:

मकान में सात कमरे हैं |

/makān mẽ sāt kamre hãi/

[məkɑːn meː~ sɑːt kəmreː hæː~]

(wörtlich: HausOBL in sieben Zimmer sind.)

Im Haus sind sieben Zimmer.
- Die Konjugation erfolgt in den meisten Formen durch Hilfsverben. Zum Beispiel wird die Verlaufsform mit dem Hilfsverb rahnā "gerade dabei sein" gebildet. Das Hilfsverb steht hinter dem Verb und kann in manchen Zeiten selbst konjugiert werden:

लड़के बग़ीचे में खेल रहे हैं |

/laŗke baġīce mẽ khel rahe hãi/

[ləɽkeː bəgiːtʃeː meː~ kheːl rəheː hæː~]

(wörtlich: Jungen GartenOBL in spiel gerade-dabei-seiende sind.)

Die Jungen spielen gerade im Garten.
```
 
namaste
             (Allgemeine Begrüßung und Verabschiedung)
 
āp kaise hãi?
       ‚Wie geht es Ihnen?‘
 
mãi ţhīk hũ
         ‚Mir geht es gut.‘
 
... kahã hai?
       ‚Wo ist …?, Wo gibt es …?‘
 
sab kuch ţhīk hai!
  ‚Alles ist in Ordnung!‘
```